# شتالاج الثامن-بي
```
شتالاج الثامن-بي
 لامسدورف معسكر اعتقال 
لاسرى الحرب
 
للجيش الألماني
، أعيد ترقيمه لاحقًا 
شتالاج-344
، يقع بالقرب من بلدة لامسدورف الصغيرة (تسمى الآن 
Łambinowice
 ) في 
سيليزيا
. احتل المخيم في البداية ثكنات بنيت لإيواء السجناء البريطانيين والفرنسيين في 
الحرب العالمية الأولى
. في هذا الموقع نفسه كان هناك معسكر خلال 
الحرب الفرنسية البروسية
 1870-1871. 
```

## الجدول الزمني
في 1860s، أنشئ الجيش البروسي منطقة تدريب للمدفعية في منطقة حرجية بالقرب لامسدورف، وهي قرية صغيرة مربوطة بالسكك الحديدية إلى أوبول ونيسا. خلال الحرب الفرنسية البروسية، تم إنشاء معسكر لأسرى الحرب الفرنسيين هنا، والذي كان يضم حوالي 3000 أسير حرب فرنسي. خلال الحرب العالمية الأولى، تم إنشاء معسكر أسرى حرب أكبر بكثير هنا مع حوالي 90.000 جندي من جنسيات مختلفة كمتدربين هنا. بعد معاهدة فرساي، تم إغلاق المعسكر. 
أعيد فتحه في عام 1939 لإيواء السجناء البولنديين من الهجوم الألماني عام 1939. في وقت لاحق ما يقرب من 100000 سجين من أستراليا وبلجيكا والهند البريطانية وفلسطين البريطانية وكندا وفرنسا واليونان وإيطاليا وهولندا ونيوزيلندا وبولندا وجنوب إفريقيا والاتحاد السوفيتي والمملكة المتحدة وجزيرة مان والولايات المتحدة ويوغسلافيا مرو بهذا المعسكر. في عام 1941، تم إنشاء معسكر منفصل، شتالاج الثامن-أف على مقربة لإيواء السجناء السوفييت. 
في عام 1943، تم تقسيم مخيم لامسدورف، وتم نقل العديد من السجناء (و أربياتسلاجر ) إلى معسكرين أساسيين جديدين شتالاج الثامن-سي ساجان ( زاجان وشتالاج الثامن-دي تيشن (تشيسكي تشين). تم إعادة ترقيم معسكر القاعدة كلامسدورف شتالاج 344 . 
وصل الجيش السوفييتي إلى المعسكر في 17 مارس 1945. 

## المرافق الطبية
في عام 1998، نشر آرثر دود، وهو أسير حرب بريطاني سابق من معسكر E715 ، Spectator In Hell ، كتابًا عن فترة سجنه في Monowitz. 